# شاهین قریش

نشان ملی خالی «حمایت‌شده» توسط شاهین قریش: این یکی از نمادهای ملی عرب است که در بسیاری از دولت-ملت‌های عربی مورد استفاده قرار گرفته است.

شاهین قریش یا قوش قریش نمادی است که در تعدادی از نمادها، نشان‌های ملی و پرچم چندین کشور عضو اتحادیه عرب دیده می‌شود. اعراب ساکن شبه جزیره عربستان، به ویژه ساکنان حاشیه خلیج فارس، به‌طور سنتی متخصصان قوش‌بازی هستند. شاهین‌ها (و قوش‌ها) یکی از حیوانات مورد علاقه اعراب هستند. همچنین سنت‌ها و تاریخ مکتوب دربارهٔ خاندان قریش و محمد ادعا می‌کنند که شاهین به عنوان نماد قبیله قریش مورد استفاده قرار گرفته است؛ بنابراین، چندین نوع از شاهین قریش و در پرچم‌ها، نمادهای رسمی، مهر رسمی و نشان‌های بسیاری از کشورهای عربی تا امروز دیده می‌شود. از این دیدگاه، شاهین قریش یک رقیب برای «عقاب صلاح‌الدین» است.

## استفاده‌ها

شاهین قریش در نشان رسمی کویت
شاهین قریش در نشان رسمی امارات متحده عربی
قوش قریش در نشان امارت ابوظبی
قوش قریش در نشان امارت دبی
قوش قریش در نشان ملی لیبی (تا سال ۲۰۱۱ میلادی)
قوش قریش در نماد رسمی لیبی که توسط دولت ژنرال حفتر استفاده می‌شود.
قوش قریش در نشان رسمی اتحاد جماهیر عربی (از جمله مصر، سوریه و لیبی) (۸۰–۱۹۷۲)
قوش قریش در نشان جمهوری سوریه (۵۸–۱۹۳۶) و (۶۳–۱۹۶۱)
قوش قریش در نشان جمهوری عربی سوریه (۱۹۷۲–۱۹۶۳)
قوش قریش در نشان ملی سوریه (۱۹۸۰–۲۰۲۴)
قوش قریش در نشان ارتش آزادی‌بخش فلسطین